# ستيفن جرينبلات
ستيفن جاي غرينبلات (بالإنجليزية: Stephen Greenblatt)‏ (مواليد 7 نوفمبر 1943)، شكسبيري أمريكي ومؤرخ أدبي ومؤلف. عمل أستاذًا للإنسانيات بجامعة جون كوغان التابعة لجامعة هارفارد منذ عام 2000. عمل غرينبلات محررًا عامًا لكتاب نورتون شكسبير (2015) ومحررًا عامًا ومساهمًا في مقتطفات نورتون من الأدب الإنجليزي.
يعد غرينبلات أحد مؤسسي التاريخانية الجديدة، وهي مجموعة من الممارسات النقدية التي يشير إليها أغلب الأحيان باسم «الشعرية الثقافية». كانت أعماله مؤثرة منذ بدايات ثمانينيات القرن العشرين حين قدم المصطلح. كتب غرينبلات وحرر العديد من الكتب والمقالات المتعلقة بالتاريخانية الجديدة ودراسة الثقافة ودراسات النهضة ودراسات شكسبير ويعتبر خبيرًا في هذه المجالات. يعد أيضًا مؤسسًا مشاركًا في مجلة ريبريزنتشينس الأدبية الثقافية، التي تنشر أغلب الأحيان مقالات كتبها التاريخانيون الجدد. تصدرت أكثر أعماله شهرة، الإرادة في العالم، وهو سيرة لشكسبير، قائمة أفضل المبيعات في نيويورك تايمز لتسعة أسابيع. فاز بجائزة بوليتزر عن فئة الأعمال غير الخيالية لعام 2012 وجائزة الكتاب الوطني لفئة الأعمال غير الخيالية في 2011 عن كتابه الميلان: كيف أصبح العالم حديثًا. 

## حياته ومهنته

### تعليمه ومهنته
ولد غرينبلات في بوسطن وترعرع في نيوتن، ماساتشوستس. بعد تخرجه من مدرسة نيوتن نورث الثانوية، تلقى تعليمه في جامعة ييل (بكالوريوس 1964، دكتوراه 1969) وكلية بيمبروك، كامبريدج (ماجستير في الفلسفة 1966). درّس غرينبلات منذ ذلك الحين في جامعة كاليفورنيا، بيركلي، وفي جامعة هارفارد. كان أستاذًا في صف 1972 في بيركلي (أصبح أستاذًا كاملًا في عام 1980) ودرّس هناك لمدة 28 عامًا قبل توليه منصبًا في جامعة هارفارد. عُيّن أستاذًا في جامعة جون كوغان للإنسانيات في عام 2000. يعتبر غرينبلات «شخصية رئيسية في التحول من الشعرية الأدبية إلى الشعرية الثقافية ومن التفسير النصي إلى السياقي في أقسام اللغة الإنجليزية الأمريكية في ثمانينيات وتسعينيات القرن العشرين». 
كان غرينبلات زميلًا في كلية فيسنشافتزكوليج في برلين لفترة طويلة. درس غرينبلات، بصفته أستاذًا ومحاضرًا زائرًا، في مؤسسات منها المدرسة التطبيقية للدراسات العليا وجامعة فلورنسا وجامعة كيوتو وجامعة أكسفورد وجامعة بكين. كان زميلًا مقيمًا في الأكاديمية الأمريكية في روما، وزميل الأكاديمية الأمريكية للفنون والعلوم (1987)، والجمعية الأمريكية للفلسفة (2007)، والأكاديمية الأمريكية للفنون والآداب (2008)؛ وعمل رئيسًا لجمعية اللغة المعاصرة. 

### عائلته
غرينبلات يهودي الأصل من أوروبا الشرقية، وأشكنازي، من ليتوانيا. ولد أجداده اليهود الملتزمين في ليتوانيا. كان أجداده من جهة الأب من كوفنو وأجداده لأمه من فيلنا. هاجر أجداد غرينبلات إلى الولايات المتحدة خلال بداية تسعينيات القرن التاسع عشر هربًا من خطة الترويس القيصرية لتجنيد الشبان اليهود إلزاميًا في الجيش الروسي. 
في عام 1998، تزوج من زميلته الأكاديمية رامي تارغوف، وهي أيضًا خبيرة في عصر النهضة وأستاذة في جامعة برانديز، ووصفها بأنها توأم روحه.

## روابط خارجية
- ستيفن جرينبلات على موقع الموسوعة البريطانية (الإنجليزية)
- ستيفن جرينبلات على موقع مونزينجر (الألمانية)
- ستيفن جرينبلات على موقع ميوزك برينز (الإنجليزية)
- ستيفن جرينبلات على موقع إن إن دي بي (الإنجليزية)